# Selce (Štip)
Selce (makedonsky: Селце) je vesnice v Severní Makedonii. Nachází se v opštině Štip ve Východním regionu.

## Demografie
Podle sčítání lidu z roku 2002 žije ve vesnici 169 obyvatel, z nichž 146 jsou Turci a pouze 18 se hlásí k makedonské národnosti.
| Rok          | 1948 | 1953 | 1961 | 1971 | 1981 | 1991 | 1994 | 2002 |
| ------------ | ---- | ---- | ---- | ---- | ---- | ---- | ---- | ---- |
| Obyvatelstvo | 559  | 612  | 521  | 468  | 316  | 232  | 227  | 146  |